# Tatort: Geburtstagskind
Geburtstagskind ist ein Fernsehfilm aus der Krimireihe Tatort. Es ist der fünfte Fall des Luzerner Ermittlers Reto Flückiger (Stefan Gubser). Der vom SRF produzierte Beitrag wurde am 18. August 2013 erstgesendet.

## Handlung
Kurz nach ihrem 14. Geburtstag wird Amina Halter erschlagen im Meggerwald bei Luzern aufgefunden. Auffallend ist das komplizierte familiäre Umfeld der Toten. Der leibliche Vater, Kaspar Vogt, ist ein Querulant und ehemaliger Drogenabhängiger und wohnt in einem Campingwagen. Der Tod seiner Tochter trifft ihn jedoch hart. Der Stiefvater, Beat Halter, ist das ganze Gegenteil. Ein Vorbild an Tugend und Vorsteher einer christlichen Glaubensgemeinschaft. Er sieht den Tod nüchtern und als den Willen Gottes an. Die Tatsache, dass Amina im dritten Monat schwanger war, passt nicht in seine Moralvorstellungen.
In der Schule war Amina als ruhige Schülerin bekannt und hatte kaum Freunde. Liz Ritschard meint Hinweise auf sexuelle Gewalt zu finden. Daher werden DNA-Analysen von Halter und Vogt erwirkt, die jedoch beide für die Vaterschaft ausschließen.
Beat Halter leitet ein kleines Sägewerk. Als er in Aminas Zimmer eine Holzfigur findet, lässt ihn das vermuten, dass sein Lehrling Fabian Gross, der genau solche Figuren schnitzt, seine Stieftochter näher gekannt haben könnte. Er berichtet Flückiger und Richard davon und so ermitteln sie gegen Gross. Dabei stellt sich heraus, dass er der Vater zu Aminas ungeborenem Kind ist. Er gibt an, dass Amina ihn angerufen hatte und ihn treffen wollte. Nun macht er sich Vorwürfe, weil er an dem Abend nicht zu ihrem Treffpunkt gekommen ist. Flückiger vermutet, dass Vogt seine Tochter aus Halters Obhut wegholen wollte und er vorhatte sie zu entführen. Kurz darauf entführt er tatsächlich seine zweite Tochter Julia vor den Augen ihrer Mutter. Flückiger folgt ihm und entdeckt dessen Wohnmobil in der Nähe eines Flusses. Es gelingt ihm Voigt davon zu überzeugen, sein Vorhaben aufzugeben und ihn mit Julia reden zu lassen. Auf diese Weise erfährt er, dass Amina bereits in der Nacht aus dem Haus geschlichen und nicht am anderen Morgen zur Schule gegangen ist, so wie Halter es behauptet hatte. Julia hat außerdem gesehen, wie der andere Papa (Halter) Amina hinterhergefahren ist. Mit weiteren Fakten konfrontiert, gibt Halter zu, dass er Amina gefolgt sei. Sie wollte das Kind abtreiben, als ob es nicht genug war, dass sie sich hat schwängern lassen. So wollte er wenigstens ihre Seele retten.

## Rezeption

### Einschaltquoten
Die Erstausstrahlung von Geburtstagskind am 18. August 2013 wurde in Deutschland von 8,0 Millionen Zuschauern gesehen und erreichte einen Marktanteil von 24,9 % für Das Erste.

### Kritiken
„Was «Geburtstagskind» am Ende doch ganz gut zusammenhält, ist das Ermittlerduo Flückiger/Ritschard, das von Mal zu Mal besser wird, weil ihm das gelingt, was gute «Tatort»-Teams seit Jahrzehnten eben auszeichnet: dass sie eine eigene Geschichte neben der Geschichte haben, was hier für einige gelungene Pointen sorgt.“

„Gegen Ende spricht ein Verdächtiger in diesem Krimi den Schlüsselbegriff gelassen aus, ‚Flickwerk‘ sagt er. Also, dieser Tatort aus Luzern ist Flickwerk. Er will skandinavisch düster sein, bleibt aber sozusagen im Halbschatten hängen, auch weil Kommissar Flückiger immer wieder schwache Scherze einstreut: die Beleuchtung anstellen und ‚es werde Licht‘ sagen, diese Kategorie.“

„Letztlich wirkt dieser Tatort blutleer und plätschert uninspiriert dahin. Auch die ständigen Aggressionen zwischen den Ermittlern Reto Flückiger (Stefan Gubser) und Liz Ritschard (Delia Mayer) sind eher lästig als glaubhaft. Dass am Ende der Stiefvater der Täter war, ist die größte Enttäuschung dieses herbstlich-trostlosen Tatorts. Auch hier hat man lieblos das abgenutzte Klischee wiederaufgewärmt, dass der frömmlerische Gutmensch einfach der Mörder sein muss.“